# Night Nurse (Cascada-dal)
A Night Nurse a Cascada német együttes negyedik kislemeze az Original Me albumról.

## Dallista
CD kislemez
1. Night Nurse (Video Edit)
2. Night Nurse (Ryan Thistlebeck vs. Dan Winter Radio Edit)
3. Night Nurse (DJs From Mars Radio Edit)
4. Night Nurse (Ryan Thistlebeck vs. Dan Winter Remix)
5. Night Nurse (DJs From Mars Remix)
6. Night Nurse (Christian Davies Remix)
7. Night Nurse (Technikore Remix)
8. Night Nurse (Lockout's First Aid Remix)